# Horka I

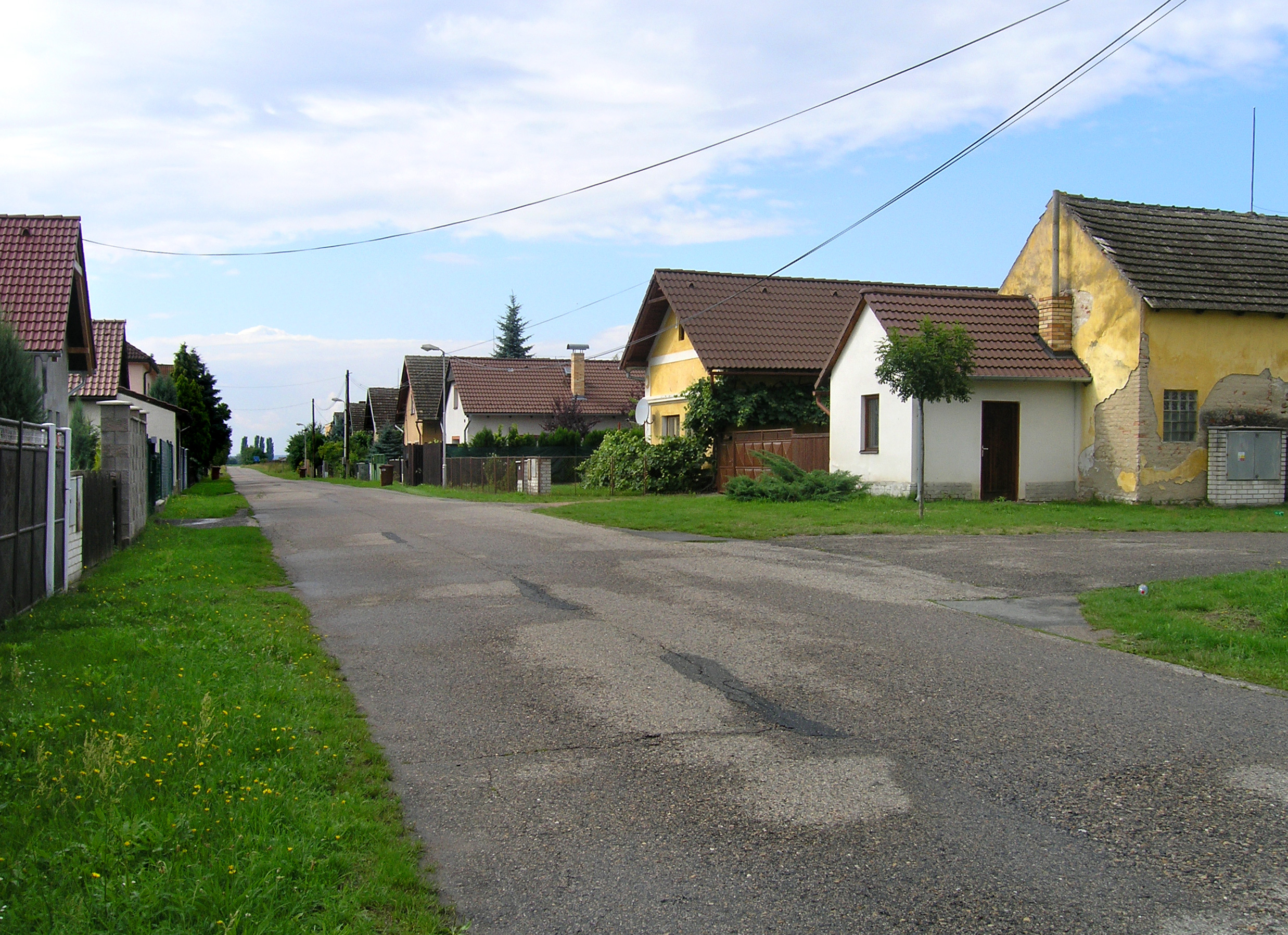
Horka I

Horka I, auch Horka u Žehušic (deutsch Horka) ist eine Gemeinde in Tschechien. Sie liegt neun Kilometer nordöstlich der Stadt Čáslav in der Flussebene der Doubrava und gehört dem Okres Kutná Hora an.

## Geographie
Horka I befindet sich rechtsseitig des Baches  Čertovka am westlichen Fuße des Eisengebirges (Železné hory) in der Čáslavská kotlina (Czaslauer Becken). Südlich des Dorfes liegt das Wildgehege Žehušická obora.
Nachbarorte sind Horušice, Zbraněves und Katovna im Norden, Morašice, Hajný und Podlesí im Nordosten, Svobodná Ves im Osten, Zaříčany im Südosten, Bojmany im Süden, Žehušice im Südwesten, Borek im Westen sowie Habrkovice, Lišice und Sulovice im Nordwesten.

## Geschichte
Erstmals urkundlich erwähnt wurde Horka im Jahre 1318. Das Dorf befand sich damals südöstlich seines heutigen Standortes auf dem Platz des Meierhofes Svobodná Ves. Nach seiner Zerstörung im Dreißigjährigen Krieg wurde Horka durch die Herrschaft Žehušice an heutiger Stelle neu angelegt. Zwischen 1706 und 1791 wuchs Horka auf 39 Häuser an. 1823 wurde der Schulunterricht in Horka aufgenommen.
Im Jahre 1840 bestand Horkau bzw. Horka aus 39 Häusern, in denen 262 Personen lebten. Im Ort gab es eine Schule und ein herrschaftliches Jägerhaus. Pfarrort war Chotusitz.
Nach der Aufhebung der Patrimonialherrschaften bildete Žehušická Horka ab 1849 mit den Ortsteilen Borek und Josefov t. Svobodná Ves eine Gemeinde im Gerichtsbezirk Časlau. Ab 1868 gehörte die Gemeinde zum Bezirk Časlau.
1869 erreichte Žehušická Horka mit 300 Einwohnern die höchste Bevölkerungszahl in seiner Geschichte. Der amtliche Ortsname wurde in den 1870er Jahren in Horka / Horkow geändert.
Im Zuge der Gebietsreform von 1960 wurde der Okres Čáslav aufgehoben; Horka wurde dem Okres Kutná Hora zugeordnet und erhielt zur Unterscheidung von einer gleichnamigen Gemeinde den offiziellen Namen Horka I. Von 1961 bis 1990 war Horka I nach Žehušice eingemeindet. Die Schule wurde 1976 geschlossen. Nach einem Referendum entstand im November 1990 die Gemeinde Horka I.

## Gemeindegliederung
Die Gemeinde Horka I besteht aus den Ortsteilen Borek (Franzdorf), Horka I und Svobodná Ves (Josefsdorf). Der Ortsteil Svobodná Ves gliedert sich in die Ortslagen Josefov, Podlesí und Ovčíny sowie die Einschichten Hajný (Heger) und Vinice (Kiebl, früher Winice).
Das Gemeindegebiet bildet den Katastralbezirk Horka u Žehušic.

## Weblinks

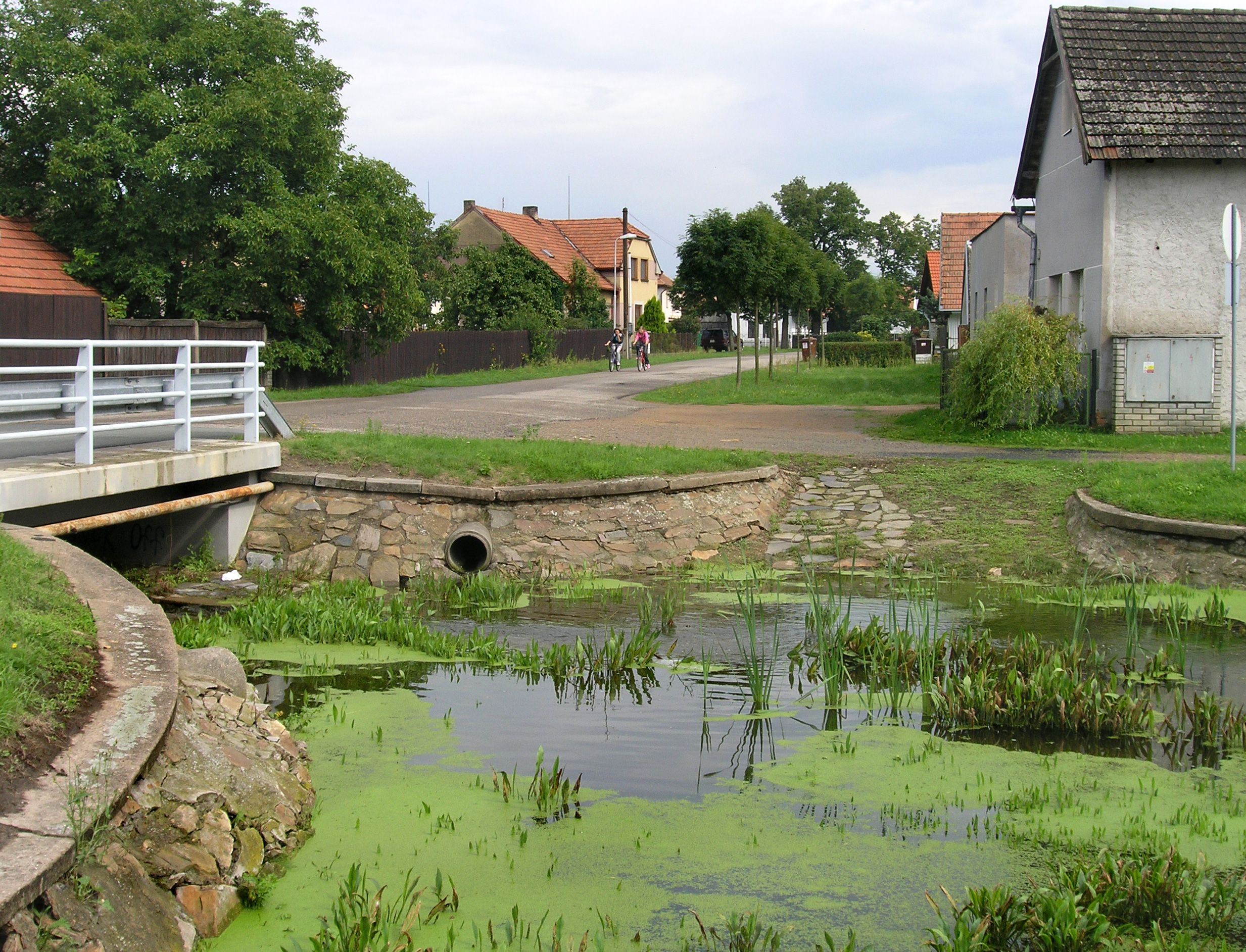
Teich
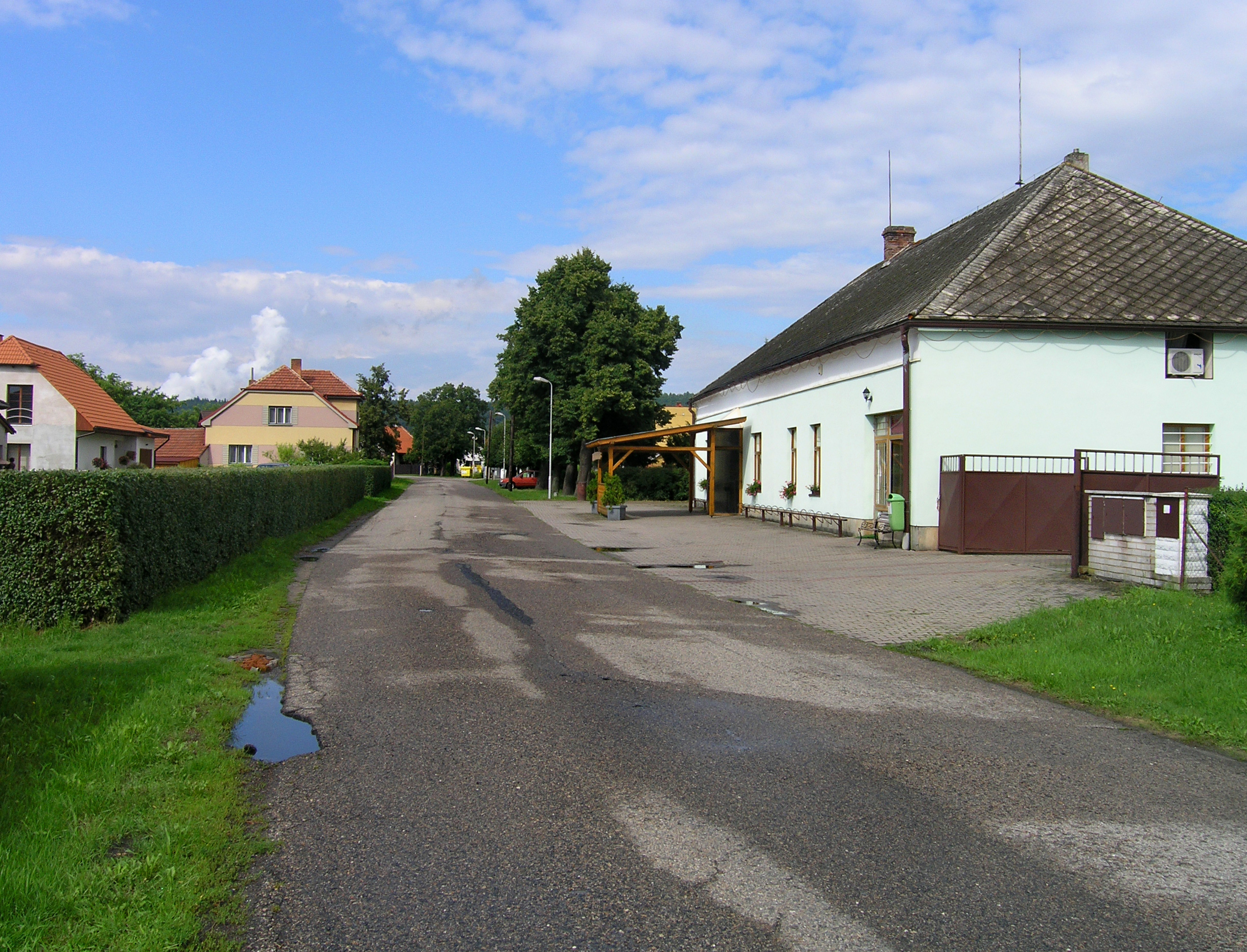
Restaurant